# .gf
.gf је највиши Интернет домен државних кодова (ccTLD) за Француску Гвајану.